# Cratioma superbum
Cratioma superbum är en insektsart som först beskrevs av Rehn, J.A.G. 1909.  Cratioma superbum ingår i släktet Cratioma och familjen vårtbitare. Inga underarter finns listade i Catalogue of Life.